# Coenosia cuthbertsoni
Coenosia cuthbertsoni är en tvåvingeart som beskrevs av Charles Howard Curran 1935. Coenosia cuthbertsoni ingår i släktet Coenosia och familjen husflugor. Inga underarter finns listade i Catalogue of Life.